# Будинок Трістана дель Посо
Будинок Трістана дель Посо, пізніше Будинок Рікеттса, — будинок іспанської епохи в стилі андського бароко в Арекіпі, Перу. .

## Історія
Будинок замовив Домінго Карлос Трістан дель Посо. Завершено будівництво і споруду ввели в експлуатацію в 1738 році як резиденцію його перших власників, Домінго Карлоса Трістана дель Посо та його дружини Ани Марії Каразас. 24 червня 1736 року подружжя придбало солярій, де стояв дім Андреса де Росаса та братів. Відтоді будинком володіли Хосе Хоакін Трістан; Каміліанський єпископ  а також полковник Антоніо Гутьєррес де Отеро-і-Сантаяна, Піо де Трістан тощо.
Будинок був придбаний BBVA Perú в 1974 році
Він розташований на вулиці Сан-Франциско, недалеко від площі Пласа-де-Армас .  Побудований у стиліандського бароко, має аркові конструкції та внутрішні дворики, і є однією з небагатьох будівель іспанської епохи, які зберегли всі різноманітні прикраси та особливості  з моменту його створення.  

## Сьогодення будинку
До 2014 року тут розмістилися офіси банку, художня галерея і невеликий музей. У художній галереї континентального банку, яка знаходиться всередині будівлі, представлені роботи художників, як Карлос Бака-Флор, Хорхе Вінатеа Рейносо та Теодоро Нуньєс Урета.